# Brachiaphodius ruupbai
Brachiaphodius ruupbai är en skalbaggsart som beskrevs av Masumoto 1991. Brachiaphodius ruupbai ingår i släktet Brachiaphodius och familjen Aphodiidae. Inga underarter finns listade.